# Dysstroma islandicaria
Dysstroma islandicaria là một loài bướm đêm trong họ Geometridae.